# Copa FGF de 2023
A Copa FGF de 2023 ou Troféu Rei Pelé é a décima nona edição do torneio realizado pela Federação Gaúcha de Futebol. O nome da competição homenageia o ex-jogador Pelé, falecido em 29 de dezembro de 2022. O campeão dessa competição assegurará uma vaga para a Copa do Brasil de 2024, além de disputar a Recopa Gaúcha de 2024 com o Grêmio, campeão do Campeonato Gaúcho de Futebol de 2023 - Série A.